# 鴨嘴岩

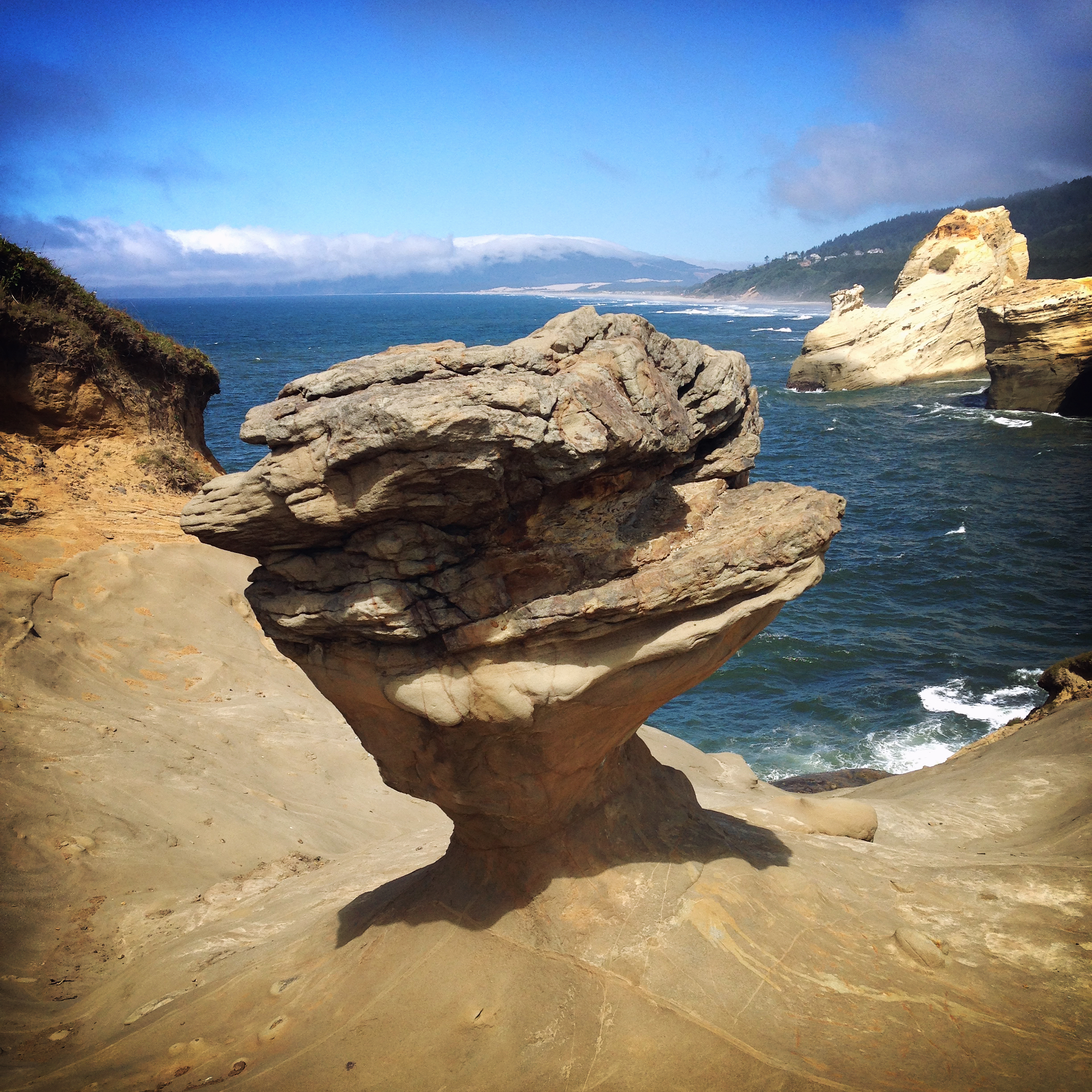
2014年8月27日的鴨嘴岩

鴨嘴岩是一塊位于美国俄勒岡州俄勒岡州立公園的被开发为旅遊景點的石头，属于砂岩伏石岩层。此石頭在2016年8月29日被蓄意破壞。破坏者尚未被捕。